# Mario Daniel Sabato
Mario Daniel Sabato (San Martín, Buenos Aires, 25 de agosto de 1978) es un relator deportivo y periodista argentino.
Es narrador de ciclismo de Canal RCN. Anteriormente era relato deportivo de la cadena ESPN. Además también se desempeña en diversos medios de comunicación digital. 

## Biografía
Inició su carrera en la Agencia Télam, en donde llegó hasta el cargo de Secretario de Redacción en la sección Deportes.
Desde sus primeros años se volcó hacia el deporte que lo apasiona, el ciclismo, y realizó coberturas de las Grandes Vueltas, Mundiales de ciclismo, Copas del Mundo, eventos nacionales e internacionales.
En 2004 arrancó en televisión en América Sports y un año después fue uno de los fundadores de Ciclismo XXI, el primer multimedio dedicado a este deporte con programas de radio y televisión, en donde fue el conductor, y en las revistas y páginas web, donde se desempeñó como director.
En 2009 tuvo su primera participación en ESPN en la transmisión del Tour de San Luis y a partir de allí comenzó a relatar anualmente Grandes Vueltas (Giro de Italia y Vuelta a España), y desde 2016 también el Tour de Francia. De sus narraciones algunas frases suyas tomaron trascendencia: "El deporte más lindo del mundo", “Como una Moto”, “Montaña de mi vida”, y también surgieron algunos apodos, siendo los más reconocidos “Nairoman” a Nairo Quintana o “El Toro de Urrao” a Rigoberto Urán, y "La Locomotora del Carchi" a Richard Carapaz. 
Desde 2014 hasta 2024 condujo también en el canal el programa ESPN Ciclismo, al tiempo que supo ser conductor de SportsCenter y Ciclismo por Dentro en ESPN.
A lo largo de su carrera en la televisión también tuvo participaciones en otros canales como Telefe, América Televisión, Fox Sports y C5N, entre otros.
Desde 2024 es el narrador de Canal RCN en Colombia, en donde transmite las carreras locales e internacionales.
Asimismo, trabajó en radio como columnista de los programas Competencia y Por Deporte de Continental, entre otros; escribió el libro fotográfico La Historia del Tour de San Luis y un capítulo de Sangre, Sudor y Oro sobre la vida de Juan Curuchet; y a su vez, es conductor de eventos como el Tour de San Luis, Vuelta a San Juan, Tour Colombia. Y además, participó como conductor y analista de ciclismo en programas de YouTube El Leñero, La Movida, Just Cycling, entre otros.

## Coberturas internacionales
Ciclismo:
- Tour de Francia 2015 Giro de Italia 2023
- 6 Mundiales de Ciclismo de Pista 2001 a 2006
- 6 Copas del Mundo de Ciclismo de Pista 2017, 2015, 2004, 2003 y 2002
- Mundial de Ciclismo de Ruta 2015
- 3 Vueltas a Colombia 2013 a 2015
- Tour de Abu Dhabi 2015
- Tour de Dubái 2017

Fútbol:
- Mundial Brasil 2014
- Gira de Selección Argentina por EE.UU 2013
- Eliminatorias Sudamericanas en Chile 2000

Otros Deportes:
- NBA:' Los Angeles Lakers Seattle SuperSonics (2005) y New York Knicks Houston Rockets (2013).
- MLB: Florida Marlins Expos de Montreal 2003.
- Más de 100 coberturas de eventos internacionales y en Argentina (Ciclismo, fútbol, boxeo, polo y otros deportes).